# غاري روفكون
غاري بروس روفكون (بالإنجليزية: Gary Ruvkun)‏ (من مواليد 26 مارس 1952، بيركلي، كاليفورنيا) هو عالم الأحياء الجزيئي الأمريكي في مستشفى ماساتشوستس العام وأستاذ علم الوراثة في كلية الطب بجامعة هارفارد في بوسطن. حاز على جائزة نوبل في الطب لعام 2024 لاكتشافه الآلية التي من خلالها يقوم lin-4، أول حمض ريبوزي نووي ميكروي (miRNA) الذي اكتشفه فيكتور إمبروس، بتنظيم ترجمة الحمض النووي الريبي للمراسلات المستهدفة عبر الإقران الأساسي الناقص لتلك الأهداف، واكتشاف (miRNA) الثاني، let-7، وأنه يتم حفظها عبر نسالة الحيوانات، بما في ذلك في البشر. كشفت هذه الاكتشافات (miRNA) عالم جديد من تنظيم الحمض النووي الريبي في حجم صغير لم يسبق له مثيل، وآلية هذا التنظيم. اكتشف روفكون أيضًا العديد من ميزات الإشارات التي تشبه الأنسولين في تنظيم الشيخوخة والتمثيل الغذائي. انتخب عضوا في الجمعية الفلسفية الأمريكية في عام 2019.